# Patricia Kaas
Pour les articles homonymes, voir Kaas.
Patricia Kaas, née le 5 décembre 1966 à Forbach, en Moselle, est une chanteuse et actrice française.
Révélée en 1987 avec le titre Mademoiselle chante le blues, elle connaît le succès dans les pays francophones, en Allemagne, en Finlande, dans les pays de l'ex-URSS, ainsi que dans certains pays d'Asie de l'Est. Elle a vendu plus de 20 millions de disques et se produit régulièrement sur scène en France et dans le monde avec plus de 1700 concerts,,. Parmi ses chansons les plus populaires se trouvent : D'Allemagne, Mon mec à moi, Elle voulait jouer cabaret, Quand Jimmy dit, Les hommes qui passent, Entrer dans la lumière, Il me dit que je suis belle, Quand j'ai peur de tout, Je voudrais la connaître, Ma liberté contre la tienne et Une fille de l'Est notamment.
Elle a représenté la France au Concours Eurovision de la chanson 2009 en interprétant le titre Et s'il fallait le faire avec lequel elle s'est classé 8e sur les 25 pays participants à la finale. 
En 2025, elle est coach dans la quatorzième saison de The Voice, la plus belle voix sur TF1.
Elle a obtenu de nombreuses récompenses et distinctions, en France comme à l'étranger, dont six Victoires de la musique, deux World Music Awards ainsi que le Prix Marcel-Bezençon de la meilleure performance artistique de l'année à l'Eurovision.

## Biographie

### Famille
Patricia Noëlle Kaas grandit à Stiring-Wendel, une ville voisine de Forbach à la frontière avec l'Allemagne, où se parle le « platt », un dialecte appartenant au moyen allemand, qui sera sa langue maternelle les six premières années de sa vie[réf. nécessaire]. Elle est élevée dans une famille de sept enfants (elle a cinq frères et une sœur), par une mère allemande et un père français « gueule noire » (mineur de fond dans la houillère du Siège Simon).

### Débuts dans la musique
Avec le soutien et les encouragements de ses parents, notamment de sa mère, elle commence à donner des concerts dès l'âge de huit ans, reprenant des chansons de Sylvie Vartan, Claude François ou Mireille Mathieu, mais aussi New York, New York ou Just a Gigolo. En 1979, peu avant ses treize ans, elle est engagée dans un cabaret de Sarrebruck (le « Rumpelkammer Club », un tanzlokal), où elle chante tous les samedis soir pendant sept ans. Elle est finalement remarquée, en 1984, par François Bernheim, qui se déplace à Francfort pour l'écouter chanter dans une fête de la bière. Rentré à Paris, il demande à sa complice Élisabeth Depardieu de coproduire le premier disque de Patricia avec lui, Gérard Depardieu participant financièrement à ce premier enregistrement. Le titre Jalouse paraît à la fin du printemps 1985 mais passe inaperçu.

### Premiers succès
Deux ans après, François Bernheim présente Patricia Kaas à Didier Barbelivien, qui lui offre Mademoiselle chante le blues (une chanson refusée dans un premier temps par Nicoletta). Sortie en avril, la chanson entre au Top 50 en novembre et atteint la septième place. Avec ce titre, Patricia Kaas est récompensée par le prix Charles-Cros. Le 5 décembre, jour de ses 21 ans, elle monte pour la première fois sur la scène de l'Olympia, assurant la première partie des concerts de Julie Pietri.
En novembre 1988 paraît son premier album, Mademoiselle chante.... Il rencontre un grand succès en France et dans les pays francophones grâce aux tubes D'Allemagne, Mon mec à moi, Elle voulait jouer cabaret et Quand Jimmy dit, qui lui valent le prix de « Révélation de l'année » aux Victoires de la musique. Peu après la sortie de cet album, sa mère — avec qui elle entretenait des liens très forts et dont elle se sentait dépendante — meurt d'un cancer, le 16 mai 1989. En 2011, Patricia Kaas confie que sa première tournée était, pour elle, une manière de fuir son deuil.

### Années 1990

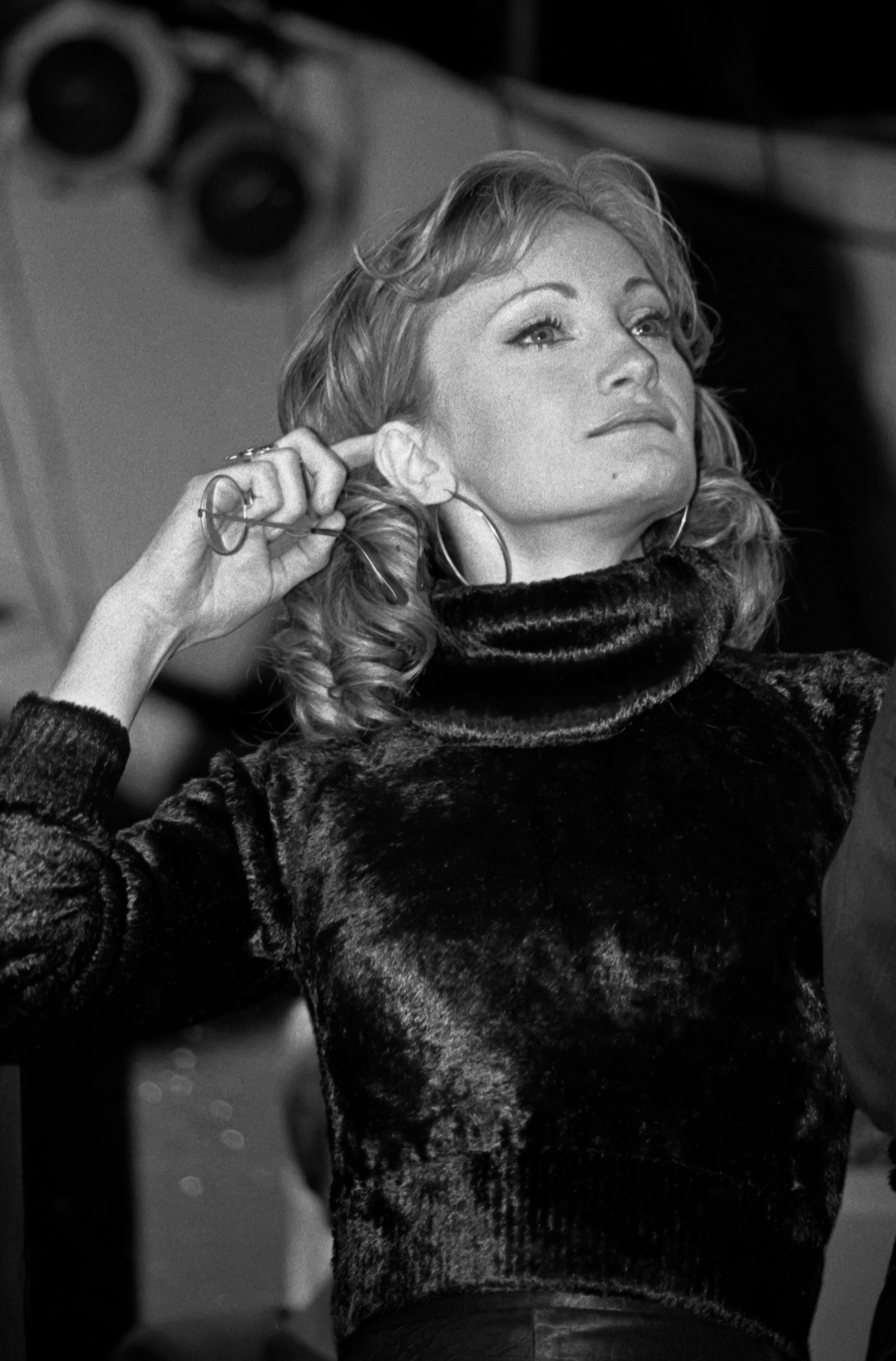
Patricia Kaas en 1994.

Ses deux albums suivants, Scène de vie (1990) et Je te dis vous (1993), connaissent également un très grand succès (Je te dis vous dépassant même les 2,5 millions d'exemplaires vendus dans le monde[réf. nécessaire]), portés par des titres comme Les Hommes qui passent, Entrer dans la lumière et Il me dit que je suis belle (un succès signé Jean-Jacques Goldman, sous le pseudonyme Sam Brewski). Ses tournées la mènent alors dans le monde entier. Elle intègre la troupe des Enfoirés en 1992, et le ténor Luciano Pavarotti l'invite à participer à un concert humanitaire à Modène en Italie.
Peu avant la conception de Café noir (1995), un album en anglais destiné au marché américain — qu'elle décide de ne finalement jamais sortir, ne le trouvant pas suffisamment abouti —, elle change d'image, devenant plus sensuelle. Entourée de compositeurs à succès (Jean-Jacques Goldman pour l'un et Pascal Obispo pour l'autre), paraissent Dans ma chair (1997) et Le Mot de passe (1999). Le premier est certifié double disque de platine (porté par les titres Quand j'ai peur de tout et Je voudrais la connaître) et l'autre est disque de platine (porté par Ma liberté contre la tienne et Une fille de l'Est), de bons scores mais en deçà des trois précédents albums.
En décembre 1998, elle enregistre Christmas in Vienna VI avec le ténor espagnol Plácido Domingo et le chanteur mexicain Alejandro Fernández. Les 25 et 27 juin 1999, elle est invitée par Michael Jackson à Séoul et à Munich, dans le cadre de deux grands concerts humanitaires, Michael Jackson & Friends.

### Années 2000

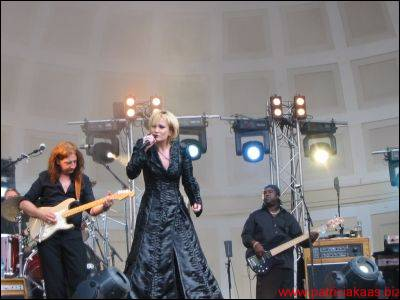
Patricia Kaas en tournée à Wiesbaden (2005).

En 2000, à l'occasion de la Fête de la Fédération, elle donne un concert dans le jardin du Luxembourg à Paris[réf. nécessaire]. Les années 2000 sont moins faciles, avec notamment le nombre d'entrées somme toute modeste (476 818 en France), du film de Claude Lelouch, And now... Ladies and Gentlemen, dans lequel Patricia Kaas partage l'affiche avec Jeremy Irons et les ventes moins importantes des albums Piano Bar (2002), un album d'adaptations en anglais de chansons françaises, et Sexe fort (2003), malgré des titres signés Goldman, Renaud, Cabrel et Obispo. Ces albums sont certifiés disque d'or pour l'un et double disque d'or pour l'autre, mais aucune chanson ne marque véritablement les esprits. Les tournées internationales qui suivent ces albums connaissent par contre, comme les précédentes, un très large succès : le Piano-Bar Tour se joue notamment aux États-Unis, réunissant 6 000 personnes au Beacon Theater de New York[réf. nécessaire], et le Sexe-fort Tour se joue notamment en Chine, réunissant plus de 6 000 personnes au Palais de l'Assemblée du peuple de Pékin[réf. nécessaire].

#### AlbumKabaret
Après une pause artistique et médiatique , Patricia Kaas fait son retour, en 2008, avec Kabaret, un album hommage aux années 1930. La distribution de Kabaret s'est faite sous différents canaux. L'album est tout d'abord distribué en Russie, dans le cadre d'un partenariat avec la chaîne de magasins de cosmétiques L'Étoile : 500 000 exemplaires sont ainsi offerts aux clients de L'Étoile, ce qui vaut à l'album un disque de diamant en Russie. En France, la distribution est assurée dans un premier temps sur le site vente-privee.com au prix de 6 €,.
Durant cette période, Patricia Kaas change de maison de disques, et la distribution de l'album est assurée à la fois par Sony (son ancienne maison de disques) pour l'international, et par Universal pour la France. Son entourage prétend que Kabaret a été certifié disque d'or en France début 2010 et se serait écoulé à 800 000 exemplaires dans le monde,, mais selon le SNEP l'album n'a pas été certifié disque d'or (soit moins de 75 000 ventes), et n'aurait pas atteint les 50 000 ventes à l'export,,.
Une tournée internationale a lieu, entre novembre 2008 et février 2010, en France et dans une vingtaine de pays.

#### Concours Eurovision de la chanson

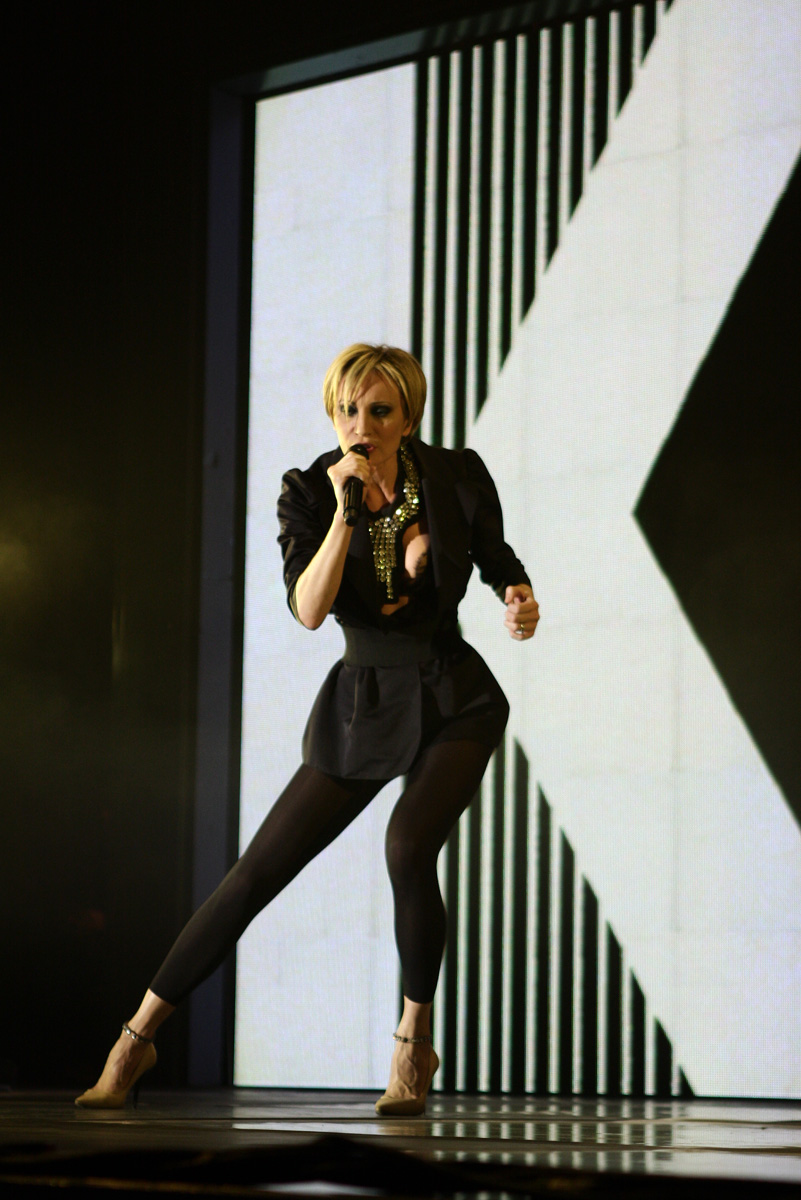
Patricia Kaas en concert en 2009.

Début 2009, France 3 demande à Patricia Kaas de représenter la France au 54e Concours Eurovision de la chanson se tenant le 16 mai à Moscou, où elle jouit d'une grande popularité. Le choix de la chanson se porte sur Et s'il fallait le faire, qui a été plébiscitée par le vote des internautes pour figurer comme première chanson de son album Kabaret. La France se classe 8e sur 25 avec 107 points, malgré une prestation saluée : en effet, la chanteuse sera récompensée du prix Marcel-Bezençon de la meilleure performance artistique, décerné par les commentateurs de l'événement[réf. nécessaire].

### Années 2010

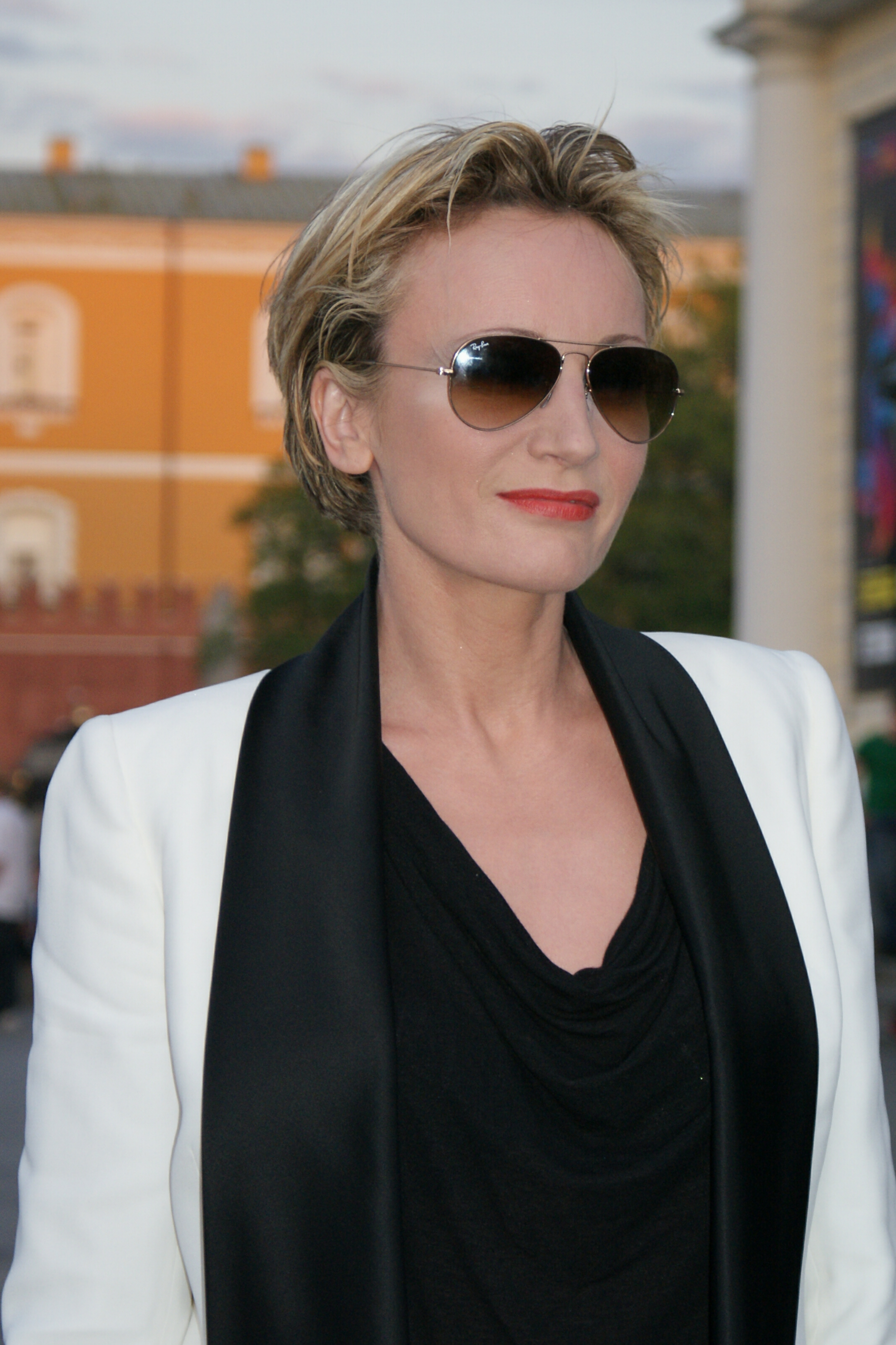
Patricia Kaas en 2009.

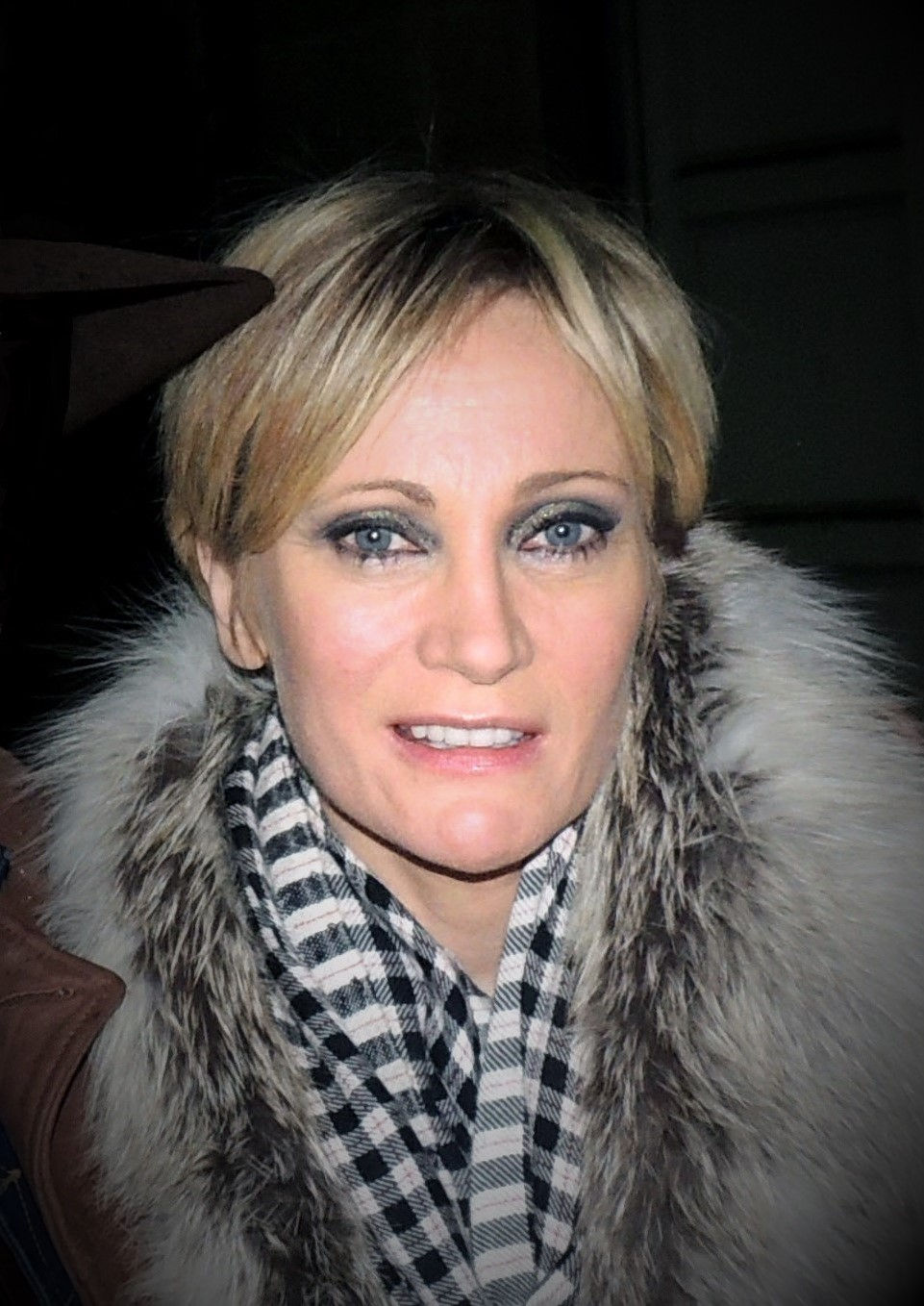
Patricia Kaas en 2013.

Au printemps 2011, Patricia Kaas publie son autobiographie, L'Ombre de ma voix, écrite par Sophie Blandinières,,.
En septembre-octobre de la même année, elle joue l'un des personnages principaux, aux côtés de Serge Hazanavicius, Marie Vincent et Raphaël Boshart notamment, du téléfilm Assassinée réalisé par Thierry Binisti et diffusé le 15 mai 2012 sur France 3.
Le 5 novembre suivant, paraît un album-hommage à Édith Piaf à l'occasion du cinquantième anniversaire de la mort de la chanteuse, Kaas chante Piaf, réalisé par Abel Korzeniowski avec le Royal Philharmonic Orchestra. Une tournée suit dans une quarantaine de pays passant, entre autres, par le Royal Albert Hall de Londres, le Carnegie Hall de New York et l'Olympia à Paris.
Le 20 juin 2016, elle dévoile Le Jour et l'Heure, premier extrait de l'album Patricia Kaas qui sort le 11 novembre et qui est soutenu par les titres Madame Tout le monde et Adèle. Une tournée internationale suit dès janvier 2017, avec notamment un passage au Grand Rex à Paris.

### Années 2020
En 2025, Patricia Kaas signe son retour médiatique dans la quatorzième saison de The Voice, la plus belle voix sur TF1 en tant que coach.

### Engagement public
En décembre 2012, elle signe un appel d'artistes et de personnalités artistiques en faveur de l'ouverture du mariage aux couples homosexuels.

### Vie privée
Patricia Kaas a été la compagne de son manager Cyril Prieur dans les années 1980, puis du chanteur belge Philippe Bergman et du cuisinier Yannick Alléno.

## Collaborations
- Arno Marre de mon amant sur l’album Patricia Kaas
- Didier Barbelivien sur les quatre premiers albums
- François Bernheim  sur six albums
- Louis Bertignac Une question de temps sur Sexe fort
- Francis Cabrel Peut être que peut-être sur Sexe fort
- Caravan Palace sur Kabaret
- Patrick Fiori Et tu pourras dire sur Sexe fort
- Jean-Jacques Goldman huit titres dont Il me dit que je suis belle, Je voudrais la connaître et Une fille de l’Est
- Hyphen Hyphen Ne l’oublie jamais sur Patricia Kaas
- Abel Korzeniowski réalisateur de Kaas chante Piaf
- Franck Langolff Bessie sur Scène de Vie et Fais moi l’amitié sur Dans ma chair
- Marc Lavoine Je retiens mon souffle, La liberté et Reste sur moi pour l’album Je te dis vous
- Michel Legrand And now ladies and gentlemen sur Piano bar
- Ben Mazué Adele et Sans nous sur Patricia Kaas
- Pascal Obispo réalisateur de Le mot de passe
- Phil Ramone réalisateur de l’album Dans ma chair
- Renaud La nuit est mauve sur Sexe fort
- Étienne Roda-Gil Je t’aime et je ne t’aime plus sur Sexe fort
- Rose Cogne sur Patricia Kaas
- Rosenstolz Herz eines Kampfers
- Diane Warren Quand j’ai peur de tout et Sans toi sur Dans ma chair
- Zazie Je compte jusqu’à toi sur Dans ma chair et J’attends de nous sur Le mot de passe

## Discographie

### Albums studio
- 1988 : Mademoiselle chante...
- 1990 : Scène de vie
- 1993 : Je te dis vous
- 1997 : Dans ma chair
- 1999 : Le Mot de passe
- 2002 : Piano Bar
- 2003 : Sexe fort
- 2008 : Kabaret
- 2012 : Kaas chante Piaf
- 2016 : Patricia Kaas

### Albums en public
- 1991 : Carnets de scène (Concert enregistré au Zénith de Paris en mai 1990)
- 1994 : Tour de charme (Concert enregistré au Zénith de Caen le 8 avril 1994)
- 1998 : Rendez-vous (Concert enregisté à l'Olympia de Paris les 3 & 4 juin 1998)
- 1999 : Christmas In Vienna Vol. VI (avec Plácido Domingo et Alejandro Fernández)
- 2000 : Live (Concert enregisté au Dôme de Marseille le 15 mars 2000 et en Allemagne pour la partie symphonique)
- 2005 : Toute la musique... (Concert enregistré au Cirque Royal les 18 & 19 novembre 2004)
- 2009 : Kabaret sur scène (Concert enregistré au Casino de Paris)
- 2014 : Kaas chante Piaf à l'Olympia (Concert enregistré à l'Olympia le 10 octobre 2013)

### Compilations
- 2001 : Rien ne s'arrête : Best of 1987-2001
- 2009 : 19 par Patricia Kaas
- 2025 : 1987 - 2025 : Une vie (inclus un titre inédit "Les yeux de ma mère")

## Vidéographie
- 1991 : Carnets de scène
- 1994 : Tour de charme
- 1998 : Rendez-vous
- 1999 : Christmas in Vienna Vol. VI (avec Plácido Domingo et Alejandro Fernández)
- 2000 : Ce sera nous
- 2005 : Toute la musique...
- 2009 : Kabaret
- 2014 : Kaas chante Piaf à l'Olympia

## Filmographie
- 2002 : And now... Ladies and Gentlemen, film de Claude Lelouch : Jane Lester
- 2012 : Assassinée, téléfilm de Thierry Binisti : Cathy Chartiez

### Doublage
- 2025 : Les Schtroumpfs, le film : Mama Poot[34],[n 1]

## Émissions de télévision
- 2009 : Concours Eurovision de la chanson : candidate représentante de la France
- 2025 : The Voice : La Plus Belle Voix : coach[35]

## Distinctions

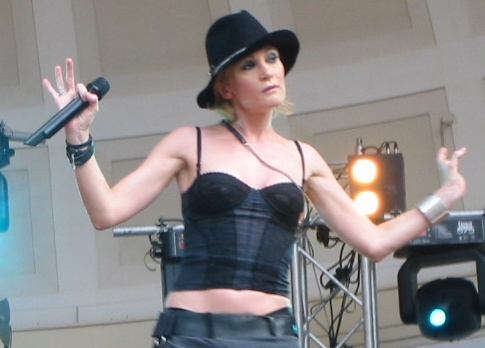
Patricia Kaas en 2005.

### Récompenses
- 1988 : Victoire de la musique de la révélation de l'année
- 1989 : Victoire de la musique pour la meilleure vente d'albums à l'étranger
- 1990 : Goldene Europa de la chanteuse de l'année
- 1991 : Victoires de la musique de l'interprète féminine de l'année et pour la meilleure vente d'albums à l'étranger
- 1991 : World Music Award de l'artiste française de l'année
- 1991 : « Bambi » de l'artiste de l'année
- 1991 : Trophée au Gala de l'Adisq
- 1992 : Victoire de la musique pour la meilleure vente d'albums à l'étranger
- 1994 : Médaille de la Ville de Paris (échelon grand vermeil)
- 1995 : Victoire de la musique pour la meilleure vente d'albums à l'étranger
- 1995 : World Music Award de l'artiste française de l'année
- 1995 : Femme en or
- 1998 : Prix de la chanteuse internationale en Turquie
- 2000 : Prix De Gaulle–Adenauer ; chevalier de l'ordre national du Mérite
- 2002 : Golden Europa de l'artiste internationale de l'année
- 2002 : Médaille de Saint-Georges de l'Académie internationale « Golden Fortune »
- 2009 : Prix Marcel-Bezençon de la meilleure performance artistique de l'année à l'Eurovision
- 2012 : Prix « Personne de l'année » en Ukraine
- 2012 : Médaille de Saint-Georges de l'Académie Internationale « Golden Fortune »
- 2012 : Prix des Lauriers verts de la meilleure autobiographie de l'année pour L'Ombre de ma voix
- 2014 : Biaf (Beirut International Awards Festival) Prix pour l'ensemble de la carrière comme meilleure artiste européenne au Liban

### Décorations
- Officière de l'ordre des Arts et des Lettres, 2012
- Croix d'officier de l'ordre du Mérite de la République fédérale d'Allemagne pour l'amitié franco-allemande, 2003